# Aerodramus francicus
La salangana de las Mascareñas o rabitojo de lomo gris (Aerodramus francicus) es una especie de ave apodiforme de la familia Apodidae endémica de las islas Mascareñas (Mauricio y Reunión).

## Descripción
Mide una media de 10,5 cm de largo, lo que le convierte en uno de los miembros más pequeños del género. El plumaje de sus partes superiores es pardo grisáceo con el obispillo blanquecino y el de sus partes inferiores es gris claro. Su pico y patas son negros.

## Subespecies
Se reconocen las siguientes:
- A. f. francicus (Gmelin, JF, 1789) - Mauricio
- A. f. saffordi Kirwan, Shirihai & Schweizer, 2018 - Reunión